# Лестер-Прері (Міннесота)
Лестер-Прері (англ. Lester Prairie) — місто (англ. city) в США, в окрузі Маклеод штату Міннесота. Населення — 1894 особи (2020).

## Географія
Лестер-Прері розташований за координатами 44°53′0″ пн. ш. 94°2′13″ зх. д. / 44.88333° пн. ш. 94.03694° зх. д. (44.883326, -94.036989).  За даними Бюро перепису населення США в 2010 році місто мало площу 2,23 км², з яких 2,23 км² — суходіл та 0,00 км² — водойми.

## Демографія
Згідно з переписом 2010 року, у місті мешкало 1730 осіб у 654 домогосподарствах у складі 463 родин. Густота населення становила 775 осіб/км².  Було 704 помешкання (315/км²).
Расовий склад населення:
| - 93,9 % — білих - 1,1 % — азіатів - 0,2 % — корінних американців - 0,2 % — чорних або афроамериканців - 3,8 % — осіб інших рас |

До двох чи більше рас належало 0,9 %. Частка іспаномовних становила 9,3 % від усіх жителів.
За віковим діапазоном населення розподілялося таким чином: 28,0 % — особи молодші 18 років, 60,3 % — особи у віці 18—64 років, 11,7 % — особи у віці 65 років та старші. Медіана віку мешканця становила 33,8 року. На 100 осіб жіночої статі у місті припадало 97,9 чоловіків;  на 100 жінок у віці від 18 років та старших — 96,2 чоловіків також старших 18 років.
Середній дохід на одне домашнє господарство  становив 63 075 доларів США (медіана — 51 705), а середній дохід на одну сім'ю — 74 351 долар (медіана — 64 079). За межею бідності перебувало 10,6 % осіб, у тому числі 17,9 % дітей у віці до 18 років та 5,0 % осіб у віці 65 років та старших.
Цивільне працевлаштоване населення становило 863 особи. Основні галузі зайнятості: виробництво — 27,6 %, освіта, охорона здоров'я та соціальна допомога — 24,1 %, будівництво — 10,2 %, роздрібна торгівля — 8,5 %.